# معاهدة بيدلاك مالارينو

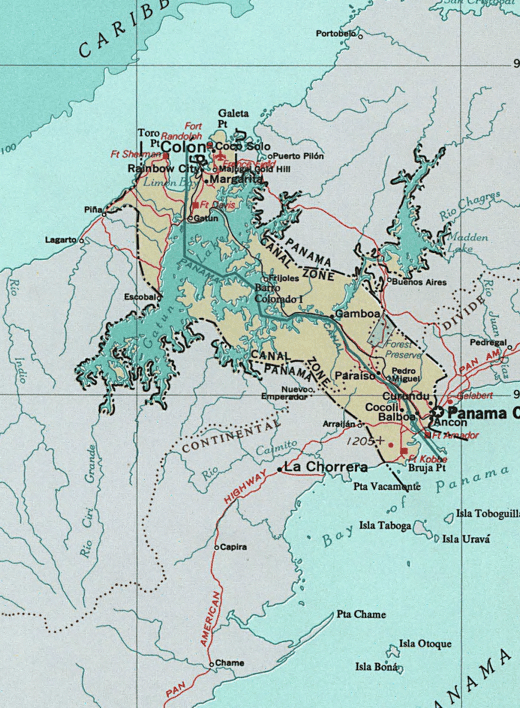
خريطة منطقة القناة

كانت معاهدة مالارينو - بيدلاك (المعروفة أيضا باسم معاهدة بيدلاك أو معاهدة غرناطة الجديدة) هي معاهدة وقعت بين غرناطة الجديدة (اليوم كولومبيا وبنما) والولايات المتحدة في 12 ديسمبر 1846. وتفاوض فيها وزير الولايات المتحدة بنيامين ألدن بيدلاك مع مفوض غرناطة الجديدة مانويل ماريا مالاريك.
وكان عنوانها رسمياً معاهدة السلام والصداقة والتجارة والملاحة، وكان المقصود منها أن تمثل اتفاقاً للتعاون المتبادل. حيث منحت الولايات المتحدة حقوقا كبيرة في المرور عبر برزخ بنما، فضلا عن السلطات العسكرية لقمع الصراعات الاجتماعية والنضال من أجل الاستقلال الذي يستهدف كولومبيا. وبموجب معاهدة بيدلاك - مالارينو، تدخلت الولايات المتحدة عسكريًّا في العديد من المرات. وبعد بداية حمى ذهب كاليفورنيا عام 1848، أمضت الولايات المتحدة سبع سنوات في بناء سكة حديد بنما عبر الجزيرة. منحت المعاهدة الولايات المتحدة فرصة قانونية للتأثير السياسي والاقتصادي على برزخ بنما.